# 忘れっぽいハムレット
『忘れっぽいハムレット』（わすれっぽいハムレット）は2024年11月9日の16時 - 17時15分に、テレビ愛知で放送されたテレビドラマ。主演は本作がテレビドラマ初主演となる糸瀬七葉。
軽度認知障害（MCI）と診断された祖父とその孫娘が、ハムレット公演を通じて支え合い成長する姿が描かれる。
本作は「認知症不安ゼロ」を目指す町・愛知県大府市を物語の舞台に、認知症という身近なテーマを優しい物語で描く試みとして、脚本を担当した愛知県出身の佃典彦をはじめ、地元のスタッフが中心となって制作が進められ、愛知県出身のキャストも多数出演している。

## あらすじ
大府市で開催される市民芸術祭で、「ハムレット」の主役に選ばれたのは、75歳の頑固で口うるさい林太郎。恋人役のオフィーリアは彼の孫娘・唯奈で、二人は稽古中も口論が絶えない。林太郎は熱心に練習するが、軽度認知障害（MCI）のためセリフを忘れてしまい、稽古がたびたび中断する。さらに気まぐれでパワハラ気質の演出家・蜂須賀が役者たちを追い詰め、芸術祭の成功を求められる市役所職員の野上も困惑する。そんな中、唯奈が林太郎の「ハムレット」への強いこだわりの理由を知り、家族や仲間の想いが少しずつ変化していく。

## キャスト
☆印のキャストは大府市出身、★印のキャストは愛知県出身。

### 主要人物
鈴森唯奈
演 - 糸瀬七葉★
大府南高校の2年生。親の転勤で顔をあわせれば口ゲンカの絶えない祖父の林太郎と暮らすことになる。
小学生のころ入団した児童劇団で、林太郎から演出に口出しされ劇団にいづらくなり退団、それ以来不仲。
鈴森林太郎〈75〉
演 - 鈴木林蔵★
唯奈の祖父。カフェ店主。大学時代、演劇に没頭していた。市民芸術祭の芝居でハムレット役に抜擢される。
稽古中、軽度認知障害（MCI）のため覚えたはずのセリフが中々出てこない。

### 林太郎の関係者
里崎洋一
演 - 内藤剛志
本屋の店員。林太郎の友人。元舞台演出家で、かつて林太郎と一緒に演劇をしていた。
鈴森聡美
演 - 小島範子★
林太郎の妻。心臓疾患で病院に入院中。学生のころ演劇で出会った林太郎と結婚している。
「ハムレット」でオフィーリア役を演じ林太郎と共演するはずが、学生運動の影響で上演中止となった。
丘野
演 - 清水くるみ☆
聡美が入院する病院の看護師。林太郎がハムレット役に応募するきっかけを与える。
田辺勉
演 - 伊沢勉★
聡美が入院する病院の医師。聡美の担当医。

### 唯奈の関係者
田中美紅
演 - 尾碕真花
大府南高校の演劇部部長。唯奈の親友で、かつて児童劇団では唯奈と一緒に演劇をしていた。
唯奈が芝居する姿を今でも観たいと願い、彼女の名前で市民芸術祭のオフィーリア役に応募する。

### 大府市役所
野上大翔
演 - 風間俊介
文化交流課の職員。3年ぶりに開催される市民芸術祭でシェークスピアの「ハムレット」の公演プロデュースを任される。
木下祐子
演 - 山本未來
文化交流課の課長。野上の上司。今回の市民芸術祭で、野上たちにプロデュースを任せる。
佐藤公介
演 - 丹羽智則
大府市役所の職員。野上の先輩。「ハムレット」の公演で演出家の蜂須賀を探してくる。
村岡秀之
演 - 土田英生☆
大府市長。市民芸術祭を始めた演劇好き。「ハムレット」の公演企画を肝いりで命じる。

### 市民芸術祭の参加者
舞花
演 - 末永桜花★（SKE48）
モデル。市民芸術祭の「ハムレット」にオフィーリア役でオーディションに参加する。
赤坂瑠衣（あかさか るい）
演 - 松本恵舞
桃山高校演劇部2年。市民芸術祭の「ハムレット」にオフィーリア役でオーディションに参加する。
剣持ユズル
演 - 寺坂頼我
地元・大府市で人気のアイドル。市民芸術祭のハムレット役のオーディションに参加する。
観客動員数が見込めると佐藤の出来レースでハムレット役に仕込まれていた。
蜂須賀仁
演 - 憲俊★
演出家。「ハムレット」の演出を担当することになるが、パワハラ気質で適当な演出をする。

## スタッフ
- 脚本 - 佃典彦
- 監督 - 佐藤さやか
- エンディングテーマ - 愛笑む「ギネスブックには載っていない幸せのハードル」（株式会社WEST）
- 監修 - 国立研究開発法人 国立長寿医療研究センター
- プロデューサー - 	林雪彦（テレビ愛知）　大脇信（テレビシティ）
- 制作協力 - 愛知県大府市
- 製作著作 - テレビ愛知

## 放送局
| 放送対象地域  | 放送局         | 放送日         | 放送時間           | 系列           | ネット状況 |
| ------------- | -------------- | -------------- | ------------------ | -------------- | ---------- |
| 愛知県        | テレビ愛知     | 2024年11月09日 | 土曜 16:00 - 17:15 | テレビ東京系列 | 制作局     |
| 関東広域圏    | テレビ東京     | 2024年11月09日 | 土曜 16:00 - 17:15 | テレビ東京系列 | 同時ネット |
| 北海道        | テレビ北海道   | 2024年11月09日 | 土曜 16:00 - 17:15 | テレビ東京系列 | 同時ネット |
| 大阪府        | テレビ大阪     | 2024年11月09日 | 土曜 16:00 - 17:15 | テレビ東京系列 | 同時ネット |
| 岡山県 香川県 | テレビせとうち | 2024年11月09日 | 土曜 16:00 - 17:15 | テレビ東京系列 | 同時ネット |
| 福岡県        | TVQ九州放送    | 2024年11月09日 | 土曜 16:00 - 17:15 | テレビ東京系列 | 同時ネット |